# Youssef Aït Bennasser
 Youssef Aït Bennasser  (Toul, Francia, 7 de julio de 1996) es un futbolista marroquí. Juega de centrocampista y su equipo es el Samsunspor de la Superliga de Turquía.

## Selección nacional
Ha sido internacional con la selección de Marruecos en 23 ocasiones.

## Clubes
| Club                                | País    | Año       |
| ----------------------------------- | ------- | --------- |
| A. S. Nancy-Lorraine                | Francia | 2015-2017 |
| A. S. Monaco F. C.                  | Francia | 2016-2021 |
| S. M. Caen (cesión)                 | Francia | 2017-2018 |
| A. S. Saint-Étienne (cesión)        | Francia | 2019      |
| F. C. Girondins de Burdeos (cesión) | Francia | 2019-2020 |
| Adana S. K.                         | Turquía | 2021-2023 |
| Samsunspor                          | Turquía | 2023-     |